# Hékéd megállóhely
Hékéd megállóhely egy Csongrád-Csanád vármegyei vasúti megállóhely, Szentes településen, melyet a MÁV üzemeltet.
A megállóhely Szentes város északi, Hékéd nevű városrészének peremén létesült, közvetlenül a belterület és a Nagyhegy nevű tanyavilág határán. Fekvésének további sajátossága, hogy a város felől egy temetőn keresztül közelíthető meg. A megállóhelynek két vágánya van, a megállóépülethez közelebb eső peronnál a Kiskunfélegyháza–Orosháza-vasútvonal, a második vágányon a Szolnok–Hódmezővásárhely-vasútvonal járatai állnak meg.

## Vasútvonalak
Az állomást az alábbi vasútvonalak érintik:
- Kiskunfélegyháza–Orosháza-vasútvonal
- Tiszatenyő–Hódmezővásárhely–Makó-vasútvonal

## Kapcsolódó állomások
A megállóhelyhez az alábbi állomások vannak a legközelebb:
- Csongrád vasútállomás
- Szentes vasútállomás
- Kistőke megállóhely

## Forgalom
| Járat        | Útvonal | Gyakoriság               |
| ------------ | --- | ------------------------ |
| személyvonat | Kiskunfélegyháza – Városi park – Csongrádi úti tanyák – Gátér – Kettőshalom – Kónyaszék – Csongrád alsó – Csongrád – Hékéd – Szentes | Napi 4 pár               |
| személyvonat | Kiskunfélegyháza – Városi park – Csongrádi úti tanyák – Gátér – Kettőshalom – Kónyaszék – Csongrád alsó – Csongrád – Hékéd – Szentes – Szegvár – Kórógyszentgyörgy – Mindszent – Mártély – Hódmezővásárhelyi Népkert – Hódmezővásárhely | Napi 5 pár               |
| személyvonat | Szolnok – Szajol – Tiszatenyő – Kengyel – Bagimajor – Martfű – Tiszaföldvár – Homok – Kungyalu – Kunszentmárton – Nagytőke – (Kistőke –) Hékéd – Szentes                                                                                | 2 óránként               |
| személyvonat | Szentes → Hékéd → Nagytőke → Kunszentmárton → Kungyalu → Homok → Tiszaföldvár → Martfű → Bagimajor → Kengyel → Tiszatenyő → Szajol → Szolnok → Cegléd → Kőbánya-Kispest → Zugló → Budapest-Nyugati                                      | Vasárnap 1 Budapest felé |